# EF Education-TIBCO-SVB/2023
Deze pagina geeft een overzicht van de vrouwenwielerploeg EF Education-TIBCO-SVB in 2023.
In augustus 2023 werd bekend dat de ploeg na dit seizoen zal ophouden te bestaan. Oorzaak is het verdwijnen van de twee cosponsors Tibco Software en Silicon Valley Bank. De laatste ging in maart failliet en werd later overgenomen. Hoofdsponsor EF Education zal wel in het peloton blijven. De mannenploeg EF Education-EasyPost (die geheel los staat van de huidige vrouwenploeg EF Education-TIBCO-SVB) zal in 2024 een eigen vrouwenploeg oprichten, op continentaal niveau onder de naam EF Education-Cannondale.

## Algemeen
Algemeen manager: Linda Jackson, Rachel Hedderman, Christel Herremans
Ploegleiders: Daniel Holm Foder, Tim Harris
Fietsmerk: Cannondale

## Renners

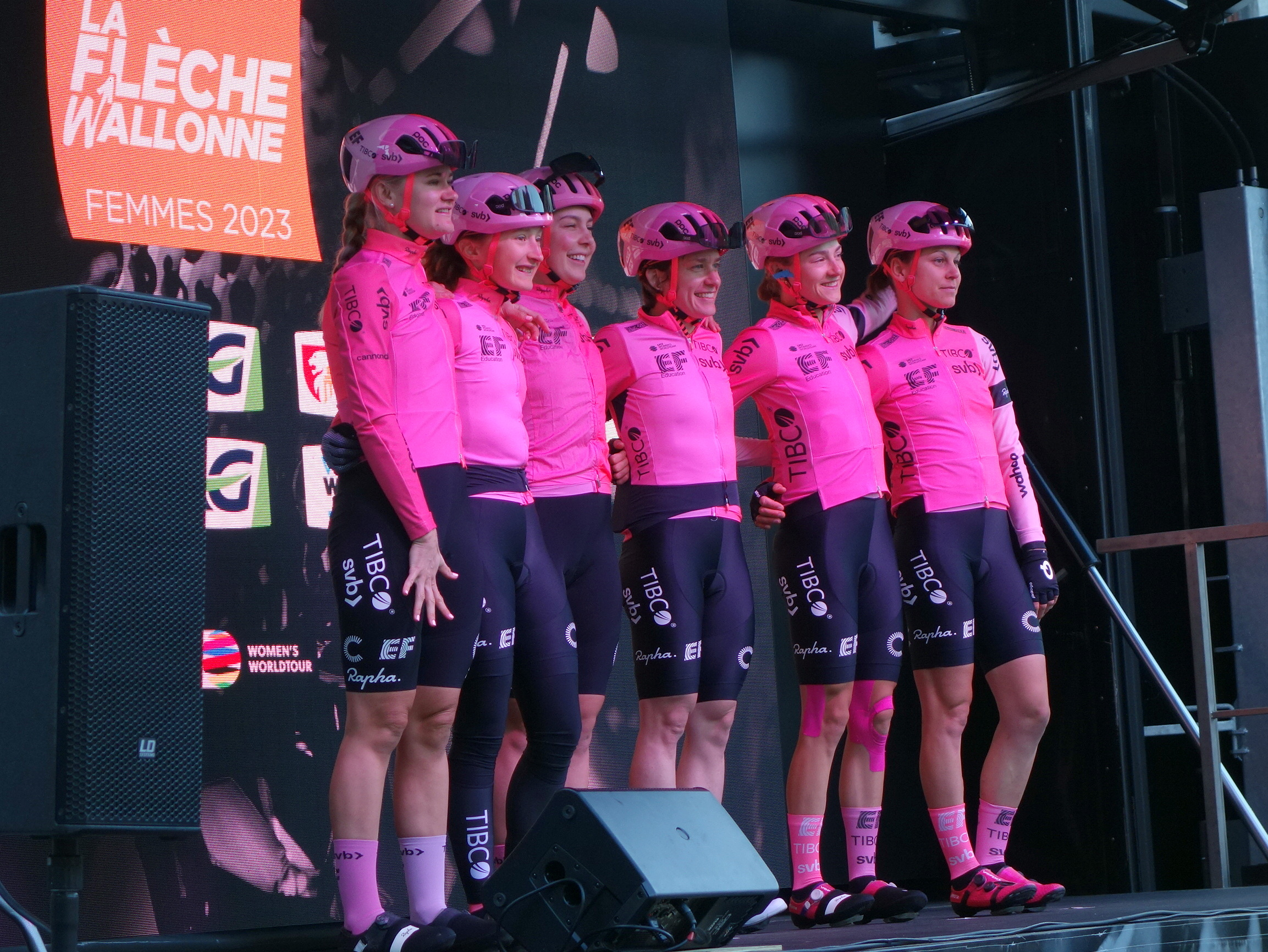
De ploeg in de Waalse Pijl 2023.

| Naam                    | Geboortedatum | Nationaliteit       | Ploeg 2022              |
| ----------------------- | ------------- | ------------------- | ----------------------- |
| Zoe Bäckstedt**         | 24-09-2004    | Verenigd Koninkrijk | -                       |
| Lizzy Banks             | 07-11-1990    | Verenigd Koninkrijk |                         |
| Femke Beuling*          | 20-12-1999    | Nederland           | -                       |
| Letizia Borghesi        | 16-10-1998    | Italië              |                         |
| Kristabel Doebel-Hickok | 28-04-1989    | Verenigde Staten    |                         |
| Veronica Ewers          | 01-09-1994    | Verenigde Staten    |                         |
| Kathrin Hammes          | 09-01-1989    | Duitsland           |                         |
| Clara Honsinger         | 05-06-1997    | Verenigde Staten    |                         |
| Alison Jackson          | 14-12-1988    | Canada              | Liv Racing Xstra        |
| Emma Langley            | 23-11-1995    | Verenigde Staten    |                         |
| Sara Poidevin           | 07-05-1996    | Canada              |                         |
| Omer Shapira            | 09-09-1994    | Israël              |                         |
| Abi Smith               | 01-04-2002    | Verenigd Koninkrijk |                         |
| Lauren Stephens         | 28-12-1986    | Verenigde Staten    |                         |
| Magdeleine Vallieres    | 10-08-2001    | Canada              |                         |
| Georgia Williams        | 25-08-1993    | Nieuw-Zeeland       | Team BikeExchange Jayco |

* vanaf 20/4
** tot 31/8

### Vertrokken
| Naam         | Geboortedatum | Nationaliteit    | Ploeg 2023  |
| ------------ | ------------- | ---------------- | ----------- |
| Tanja Erath  | 07-10-1989    | Duitsland        | Gestopt     |
| Emily Newsom | 04-09-1983    | Verenigde Staten | ROXO Racing |

## Overwinningen
| Pan-Amerikaanse Spelen - wegrit: Lauren Stephens Nationale kampioenschappen wielrennen Nieuw-Zeeland - tijdrit: Georgia Williams Canada - wegrit: Alison Jackson Tour Down Under Ploegenklassement: *1) Parijs-Roubaix Alison Jackson Joe Martin Stage Race 2e etappe: Lauren Stephens |

*1) Ploeg Tour Down Under: Doebel-Hickok, Langley, Smith, Stephens, Williams
Canyon-SRAM · DSM · EF Education-TIBCO-SVB · FDJ-SUEZ · Fenix-Deceuninck · Human Powered Health · Israel Premier Tech Roland · Jayco AlUla · Jumbo-Visma · Liv Racing TeqFind · Movistar · SD Worx · Trek-Segafredo · UAE Team ADQ · Uno-X